# Roi Qingxiang de Chu
Le Roi Qingxiang de Chu (chinois : 楚頃襄王 ; pinyin : Chǔ Qǐngxiāng Wáng), (???-263 av. J.C), est le vingt-et-unième Roi de l'état de Chu. Il règne de 298 a 263 av J.C., durant la Période des Royaumes combattants de l'histoire de la Chine. Son nom de naissance est Xiong Heng (chinois traditionnel : 熊橫), "Roi Qingxiang" étant son nom posthume. 
Xiong Heng est le fils du Roi Huai de Chu. En l'an 299 av J.C., le roi Huai se rend à la capitale de l'état de Qin pour négocier avec le dirigeant de cet état, le Roi Zhao de Qin. Mais cette rencontre se révèle être un piége, car le Roi Huai est capturé et pris en otage par celui de Qin. Lorsque la nouvelle arrive à la Cour du Chu, Xiong Heng monte sur le trône et devient le nouveau Roi. il est connu sous son nom posthume de Roi Qingxiang de Chu. Par la suite, le Roi Huai réussi à s'échapper, avant d’être repris par les soldats de Qin. Il meurt en captivité au bout de trois ans.
Après la mort du Roi Huai, l'état de Qin envahit l'Ouest du Chu et s'empare de Ying, la capitale du royaume; ce qui oblige le Roi Qingxiang à s'enfuir et transférer sa capitale plus à l'est, à Chen. Pour négocier un traité de paix avec Qin, le roi envoie son frère cadet, Huang Xie(chinois : 黃歇 ; Wade : Huang Hsieh). Ce dernier réussit à obtenir la paix entre les deux royaumes, mais une des clauses prévoit que le prince héritier Xiong Yuan (chinois : 熊元), ou Xiong Wan (chinois : 熊完) selon les sources, reste en otage à la cour de Qin. Yuan/Wan reste donc prisonnier du QIn jusqu'au décès de son père, en compagnie de son oncle Xie, qui lui sert de tuteur.  
Le Roi Qingxiang meurt en 263 av J.C., et c'est son fils, le Roi Kaolie de Chu, qui lui succède.

## Fictions et culture populaire
- Le rôle du roi Qingxiang est interprété par l'acteur Su Hang dans la série télé Mi yue zhuan (lit : La Légende de Mi Yue), en 2015